# قرش ببري

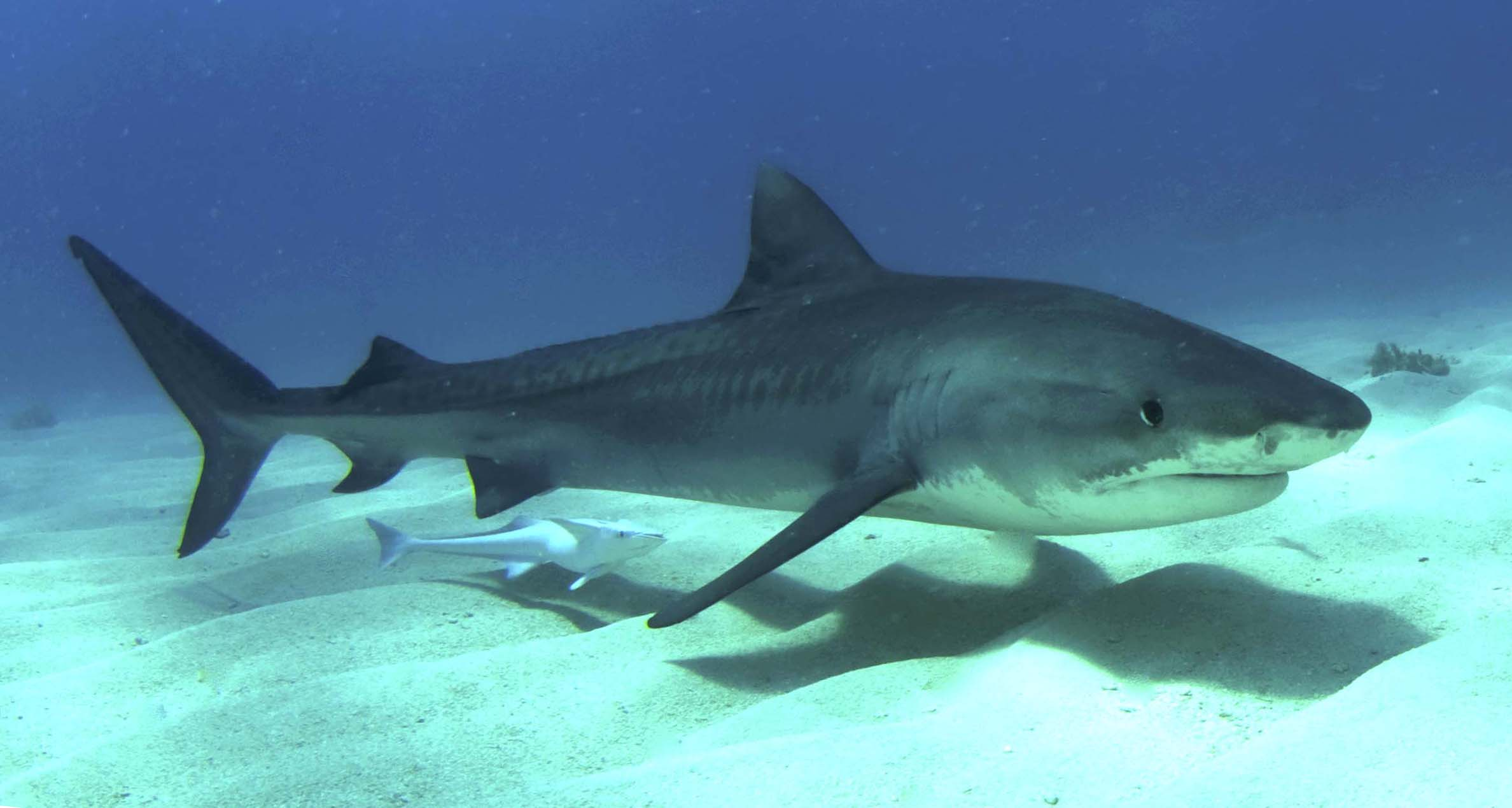
قرش ببريّ يافع في البهاما

القِرش البَبرِيّ هو نوع من الأسماك التي تنتمي لنوع البنبكيات والوحيد المتبقي من جنس ال (Galeocerdo) يُعرف عادة باسم (بَبْر البحر: Tiger shark) باللغة الإنجليزية، يتواجد هذا القرش في مياه المناطق الاستوائية والمعتدلة وفي العديد من الاماكن متنوعة الحرارة ويكثر تواجده في الجزر الواقعة في منتصف المحيط الهادئ، وإسمه مشتق من الخطوط الجسدية التي تشبه خطوط الببر وهذه الخطوط تبهت عند النضوج.

## صفته
يصل طوله إلى أكثر من 5 أمتار، ومن صفاته أنه منفرد ويصطاد في أوقات الليل.

## التغذية
نظام غذائه متنوع ويشمل القشريات والأسماك والفقمات والطيور والحبابير والسلاحف والدلافين والقروش الأصغر حجماً، لدى القرش الببري ميل لبلع أي شيء يلقاه بما في ذلك المواد الغير القابلة للأكل ولذلك يسمى (سلة مهملات البحر)، ويعتبر القرش الأكثر تنوعاً من ناحية الغذاء من بين جميع القروش.
يعتبر من الأنواع القريبة من خطر الانقراض وذلك بسبب اصطياده وكذلك بسبب تجارة الزعانف.

## بيئته
أعمق مستوى مسجل لبعض القروش الببرية هو أقل من 900 متر وتقارير أخرى تفيد بأن القرش يدخل المياه الضحلة وفي هاواي يسبح هذا النوع من القرش في مياه عمقها أقل 3.048 م، ولكنه في العادة يوجد على عمق 350 م.

## معرض صور

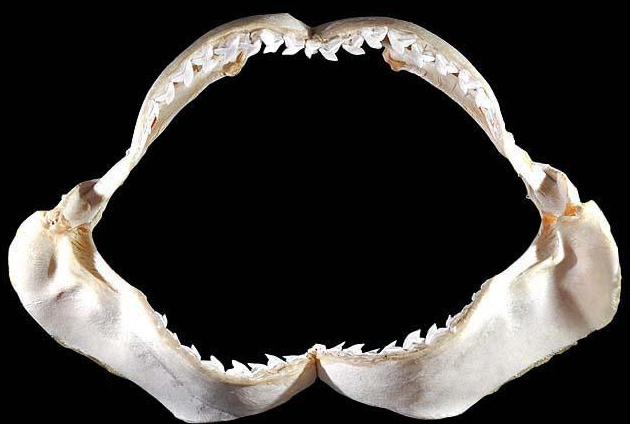
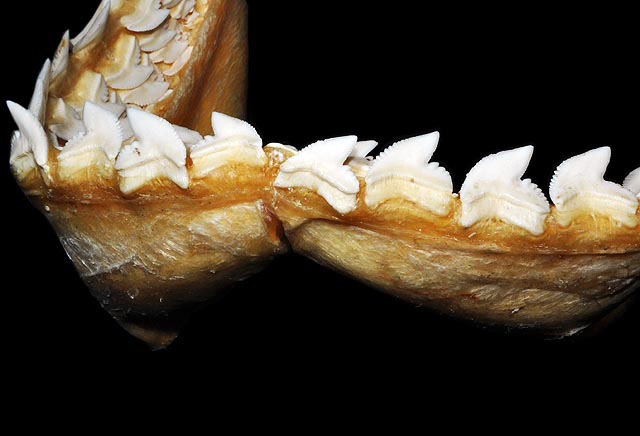
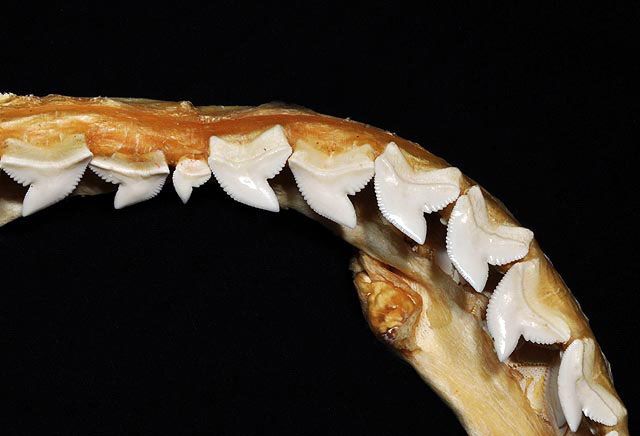
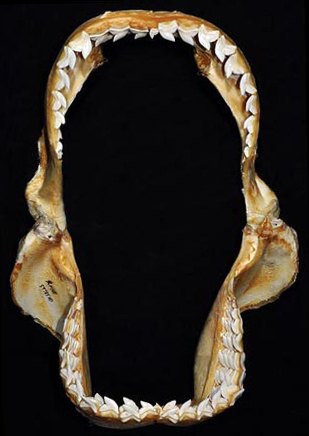